# Cementerio General de Laykakota
El Cementerio General de Laykakota es el primer cementerio de la ciudad de Puno, Perú. 
Fue construido durante la época colonial, siendo reformado y reconstruido varias veces. En un mapa del año 1734 ya figura el cementerio como parte de la ciudad. En su interior destaca la capilla que data de fines del siglo XVIII que es un modelo a escala reducida de la Catedral de Puno. Cuenta con una escalinata a manera de atrio.
Su puerta está conformada por un domo con techo en forma de cúpula con un mural con escenas bíblicas pintado por el artista puneño Jolu Barriga, y un sendero con sotos que comunican con  la capilla. Las tumbas más antiguas se encuentran en la parte delantera de la capilla hallándose en la actualidad nichos fechados en 1900. En las partes laterales y posterior de la capilla existen cuarteles con nichos más actuales.
El cementerio por su antigüedad recibe mantenimiento de nichos y techos de calamina.

## Personajes Históricos
Algunos personajes ilustres de Puno que se encuentran en el Cementerio General de Laykakota provienen de diversos ámbitos: literatura, música, política y cultura en general
- Alberto Rivarola Miranda
- Carlos Rubina Burgos
- Dante Nava
- Eladio Quiroga
- Gamaliel Churata (pseudónimo de Arturo Peralta Miranda)
- Joseph Loits
- Juan Eduardo Furnier
- Percy Zaga Bustinza
- Rosendo Huirse
- Víctor Masías Rodriguez
- Víctor Villar Chamorro
- Mariano H. Cornejo Zenteno

## Rodajes

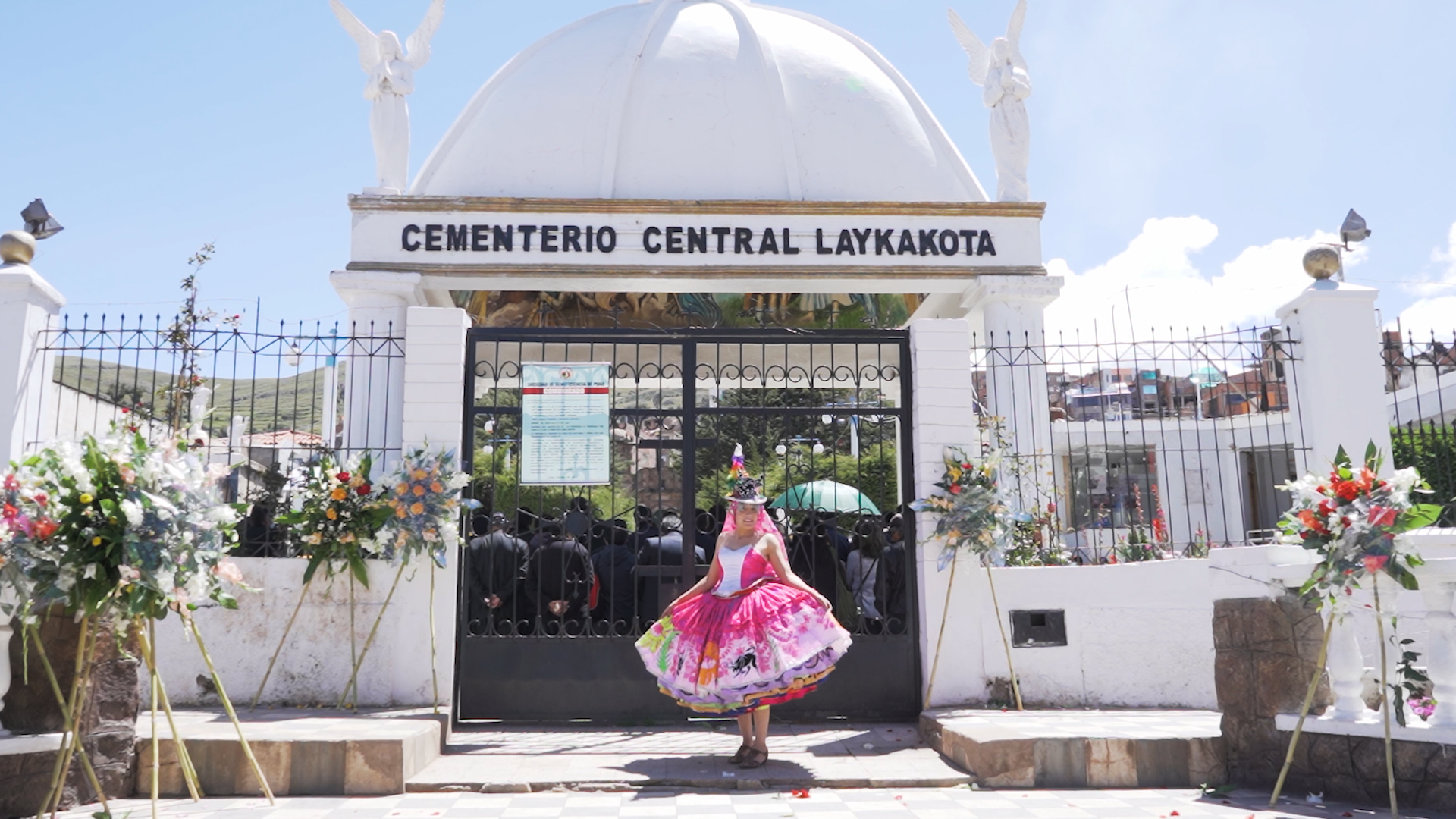
Portada del cementerio en el cortometraje Estética Unisex (2022).

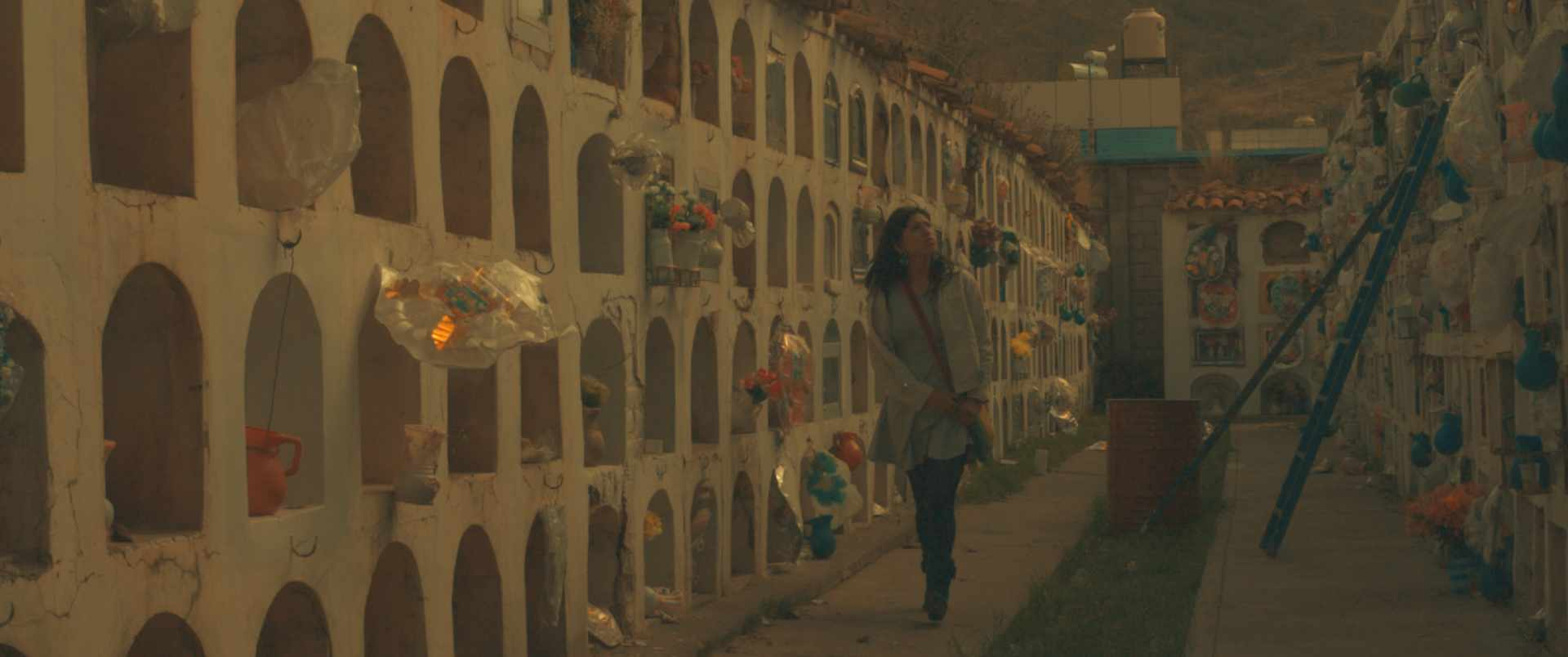
Pasillos del cementerio, still de cortometraje Alma Vieja

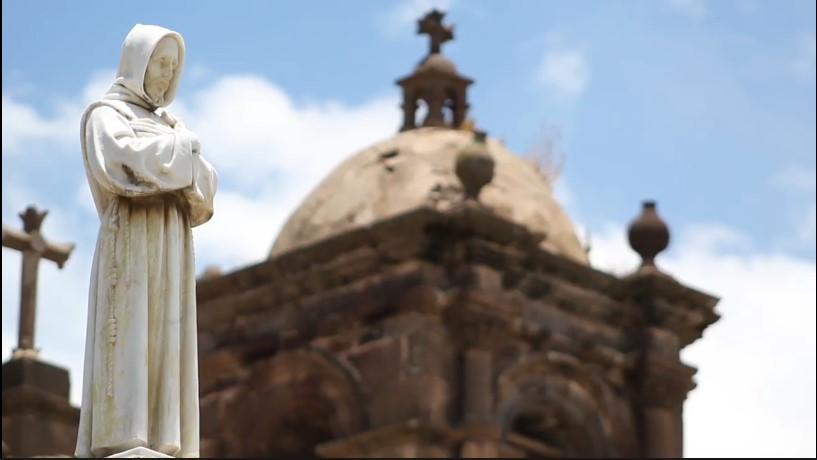
Estatuta y cupula del cementerio en el cortometraje Reencuentro (2019)

El Cementerio General de Laykakota ha servido como locación emblemática para obras del cine regional, valorizado por su carga patrimonial, simbólica y estética. En 2020 aparece en el documental Reencuentro de Pier Alejandro Salas Córdova, donde el sitio es escenario de rituales y tradiciones del Día de Muertos en la región . Un año después, la realizadora Guadalupe Estofanero filmó su aclamado cortometraje Alma Vieja (2021) en el cementerio, explorando la presencia de lo sobrenatural y lo ancestral en Puno. Finalmente, en 2022, el lugar es utilizado en Estética Unisex, cortometraje que emplea este espacio para narrar memorias, género y devoción en el sur andino. Estos trabajos demuestran cómo Laykakota trasciende su función como espacio funerario para convertirse en un escenario vivo de memoria, ritual y resistencia audiovisual.